# Sáng kiến Ngũ cốc Biển Đen
Sáng kiến Ngũ cốc Biển Đen (tiếng Anh: Black Sea Grain Initiative), hay đầy đủ là Sáng kiến Vận chuyển an toàn Ngũ cốc và Thực phẩm từ các cảng của Ukraina (tiếng Anh: Initiative on the Safe Transportation of Grain and Foodstuffs from Ukrainian ports), là một thỏa thuận giữa Nga, Ukraina, Thổ Nhĩ Kỳ và Liên Hợp Quốc (LHQ) trong thời gian Nga xâm lược Ukraina.
Cuộc tấn công của Nga vào Ukraina vào tháng 2 năm 2022 đã dẫn đến việc ngừng hoàn toàn các chuyến hàng ngũ cốc bằng đường biển từ Ukraina, vốn trước đây là một nhà xuất khẩu lớn qua Biển Đen. Ngoài ra, việc Nga tạm thời ngừng xuất khẩu ngũ cốc càng làm trầm trọng thêm tình hình. Điều này dẫn đến sự gia tăng giá lương thực trên toàn thế giới và nguy cơ xảy ra nạn đói ở các nước có thu nhập thấp hơn, đồng thời cáo buộc rằng Nga đang vũ khí hóa nguồn cung cấp lương thực. Để giải quyết vấn đề, các cuộc thảo luận đã bắt đầu vào tháng 4, do Thổ Nhĩ Kỳ (nước kiểm soát các tuyến hàng hải từ Biển Đen) chủ trì và được Liên Hợp Quốc hỗ trợ. Thỏa thuận đã đạt được và ký kết tại Istanbul vào ngày 22 tháng 7, có giá trị trong khoảng thời gian 120 ngày. Thỏa thuận vào tháng 7 đã tạo ra các thủ tục xuất khẩu ngũ cốc an toàn từ một số cảng nhất định nhằm cố gắng giải quyết cuộc khủng hoảng lương thực năm 2022. Một trung tâm điều phối và kiểm tra chung đã được thành lập ở Thổ Nhĩ Kỳ, với Liên Hợp Quốc đóng vai trò là ban thư ký.
Thỏa thuận ban đầu dự kiến sẽ hết hạn vào ngày 19 tháng 11 năm 2022. Nga đã tạm ngừng tham gia thỏa thuận trong vài ngày do một cuộc tấn công bằng máy bay không người lái nhằm vào các tàu hải quân Nga ở những nơi khác trên Biển Đen, nhưng đã tham gia lại sau khi hòa giải. Ngày 17 tháng 11 năm 2022, Liên Hợp Quốc và Ukraina thông báo rằng thỏa thuận đã được gia hạn thêm 120 ngày. Tháng 3 năm 2023, Thổ Nhĩ Kỳ và Liên Hợp Quốc thông báo rằng họ đảm bảo gia hạn lần thứ hai thêm ít nhất 60 ngày nữa. Tháng 5 năm 2023, thỏa thuận một lần nữa được gia hạn thêm 60 ngày, hết hạn vào ngày 18 tháng 7.
Tính đến giữa tháng 7 năm 2023, hơn 1000 chuyến hải trình đã rời các cảng Ukraine thành công, chở gần 33 triệu tấn ngũ cốc và các sản phẩm thực phẩm khác đến 45 quốc gia.
Vào mùa hè năm 2023, Nga đã nhiều lần tuyên bố sẽ rút khỏi thỏa thuận vào tháng 7 năm 2023 trừ khi các yêu cầu của họ được đáp ứng. Ngày 17 tháng 7 năm 2023, không có thỏa thuận mới nào để gia hạn thỏa thuận, khiến thỏa thuận hết hiệu lực.